# Pedal abafador

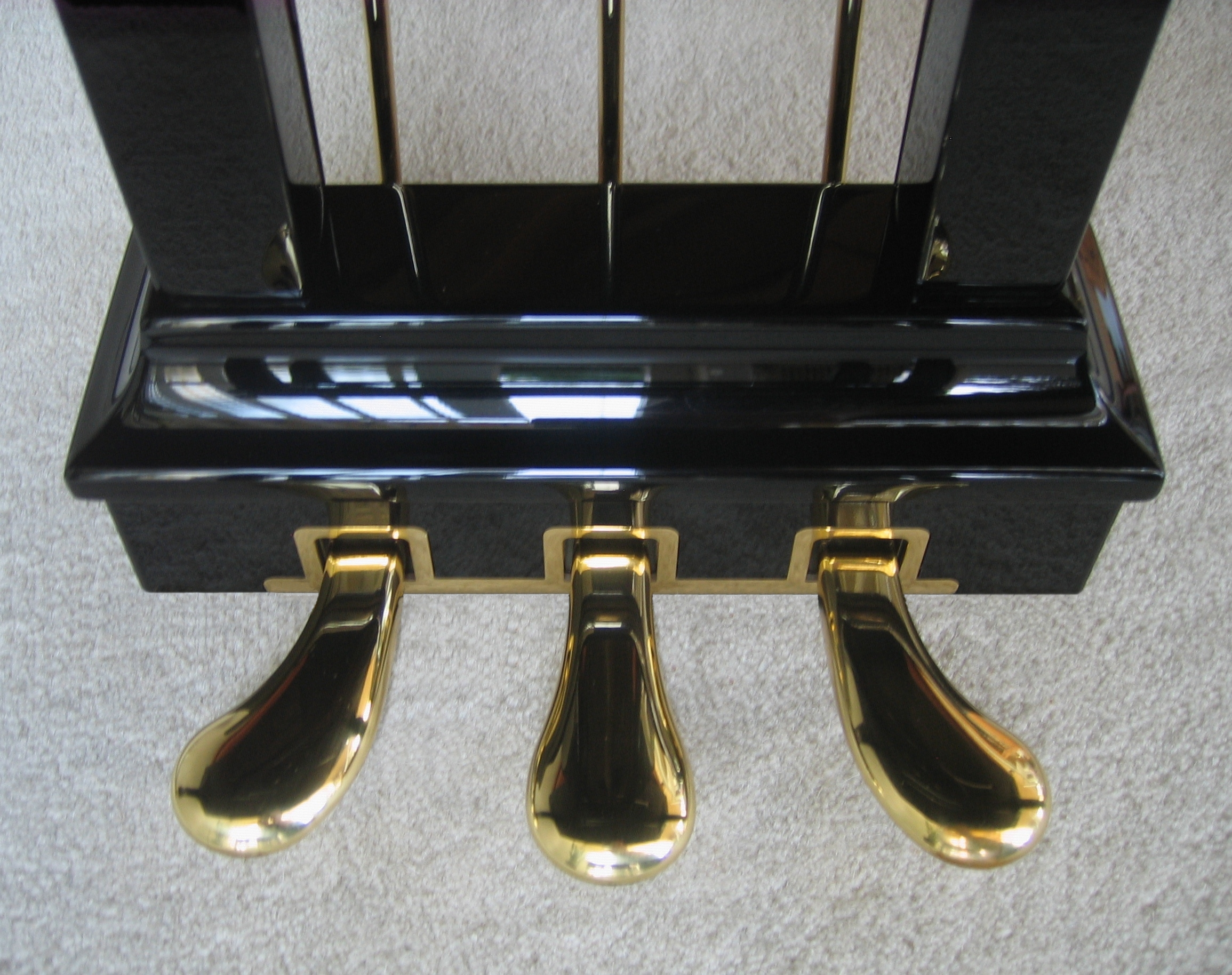
Pedais de um piano, da esquerda para a direita: pedal abafador, pedal sustenido e pedal de sustentação.

O pedal abafador (muitas vezes descrito como abafador de harmônicos) é um dos pedais de um piano, no qual possui o recurso de encurtar a sustentação de notas. Geralmente localizado à esquerda, seu efeito suaviza a nota executada e altera a qualidade do som. Como é bastante utilizado, geralmente é uma das partes de um piano que mais requerem manutenção.